# Grafkapel van de familie Mutsaerts
De grafkapel van de familie Mutsaerts op de rooms-katholieke begraafplaats Binnenstad in de Nederlandse stad Tilburg is een rijksmonument.

## Achtergrond
De kapel werd gebouwd voor de familie Mutsaerts, wollenstoffen-fabrikanten in Tilburg, naar een ontwerp in Neorenaissancestijl van de Brusselse steenhouwer Ernest Salu en uitgevoerd door de Firma L. Petit.

## Beschrijving
De kapel heeft een vierkant grondplan en drie gelijke zijden met granieten pilasters, die hardstenen rondbogen dragen. Onder de rondbogen zijn rondvensters met religieuze glas-in-loodvoorstellingen, waaronder het Heilig Hart, geplaatst. In de voorgevel staat op een granieten latei onder het rondvenster het opschrift "Familie Mutsaerts", daaronder geeft een bronzen deur met ajour reliëf toegang tot het geheel. Het koepeldak is gedekt met zink. 
Het interieur is bekleed met wit marmer en bevat een trapeziumvormige altaartombe, waarvoor twee knielbankjes zijn geplaatst. Op de wanden staan in gouden letters de namen van de overledenen gegraveerd. Genoemd worden:
- Joannes F. Mutsaerts (1863-1957) en echtgenote Maria E.B. Mutsaers (1865-1931)
- Frederik C.J.M. Mutsaerts (1868-1920) en echtgenote Richarda M.S. Byvoet (1874-1954)
- Antonius N.M. Mutsaerts (1870-1942) en echtgenote Maria J.E. van Spaendonck (1878-1940)
- Wilhelmus J.F. Mutsaerts (1872-1921) en echtgenote Armanda M.J.J.M. Diepen (1880-1971)
- Frederik C.J.M. Mutsaerts (1874-1954)
- Joannes F.G.M. Mutsaerts (1892-1967) en echtgenote Augusta M.C. Kerstens (1891-1974)
- Joseph Mutsaerts (1902-1969), echtgenoot van Marguérite M. van Gastel
- René P.A.M. Mutsaerts (1915-1984), echtgenoot van Marthe M.L.G. v. Oppenraay

## Waardering
Het grafmonument werd in 2002 in het Monumentenregister opgenomen. "Het heeft cultuurhistorische waarde als bijzondere uitdrukking van een sociale en geestelijke ontwikkeling, in het bijzonder de katholieke grafcultuur. Het object is tevens van belang vanwege de typologie als een grafkapel met Neonrenaissancistische elementen die bovendien ook nog een zeer grote architectonische gaafheid bezit. Bovendien is het object van belang als onderdeel van een groter geheel dat cultuurhistorisch, architectuurhistorisch en stedenbouwkundig van belang is als de eerste katholieke begraafplaats in Tilburg."